# Superserien 2007
Superserien 2007 var Sveriges högsta division i amerikansk fotboll för herrar säsongen 2007. Serien spelades 12 maj–25 augusti 2007 och vanns av Carlstad Crusaders. Jamtland Republicans var kvalificerade men drog sig ur innan säsongen startade. Lagen möttes i dubbelmöten hemma och borta. Vinst gav 2 poäng, oavgjort 1 poäng och förlust 0 poäng.
De fyra bäst placerade lagen gick vidare till slutspel. SM-slutspelet spelades 8 september–16 september och vanns av Limhamn Griffins.

## Tabell
| Nr | Lag                               | S | V | O | F | GP  | IP  | PS   | P  |
| -- | --------------------------------- | - | - | - | - | --- | --- | ---- | -- |
| 1  | Carlstad Crusaders                | 8 | 7 | 0 | 1 | 255 | 110 | +145 | 14 |
| 2  | Limhamn Griffins                  | 8 | 5 | 0 | 3 | 184 | 108 | +76  | 10 |
| 3  | Stockholm Mean Machines (RL) (RM) | 8 | 5 | 0 | 3 | 218 | 144 | +74  | 10 |
| 4  | Arlanda Jets                      | 8 | 3 | 0 | 5 | 152 | 254 | −102 | 6  |
| 5  | Tyresö Royal Crowns               | 8 | 0 | 0 | 8 | 100 | 293 | −193 | 0  |

Färgkoder:
|      | – Kvalificerad för mästerskapsslutspel |
| (RL) | – Regerande ligamästare (seriesegrare) |
| (RM) | – Regerande svenska mästare            |

## Matchresultat
| Hemma \ Borta           | AJ    | CC    | LG    | SMM   | TRC   |
| Arlanda Jets            | —     | 7–33  | 26–29 | 37–36 | 34–28 |
| Carlstad Crusaders      | 43–13 | —     | 22–20 | 16–6  | 55–14 |
| Limhamn Griffins        | 37–8  | 7–19  | —     | 43–6  | 20–0  |
| Stockholm Mean Machines | 31–0  | 30–27 | 20–0  | —     | 41–7  |
| Tyresö Royal Crowns     | 17–27 | 13–40 | 7–28  | 14–48 | —     |

## Slutspel

### Semifinaler
|  | 8 september 2007 | Carlstad Crusaders | 46 – 41   | Arlanda Jets | Tingvalla IP |  |
|  |                  |                    | (34 – 21) |              |              |  |
|  |                  |                    |           |              |              |  |
|  |                  |                    |           |              |              |  |

|  | 8 september 2007 | Limhamn Griffins | 12 – 0 | Stockholm Mean Machines | Hästhagens IP |  |
|  |                  |                  |        |                         |               |  |
|  |                  |                  |        |                         |               |  |
|  |                  |                  |        |                         |               |  |

### SM-final
|  | 16 september 2007 | Carlstad Crusaders | 6 – 9 ÖT             | Limhamn Griffins | Zinkensdamms IP                 |                                 |
|  |                   |                    | (0 – 3) Matchrapport |                  | Publik: 1 117 Domare: Team Adus | Publik: 1 117 Domare: Team Adus |
|  |                   |                    |                      |                  | Publik: 1 117 Domare: Team Adus | Publik: 1 117 Domare: Team Adus |
|  |                   |                    |                      |                  | Publik: 1 117 Domare: Team Adus | Publik: 1 117 Domare: Team Adus |